# 朗福德峰
朗福德峰（英語：Langford Peak）是南極洲的山峰，位於瑪麗伯德地，處於里迪冰川下游以西4公里和阿比冰原島峰西北面9公里，美國地質調查局根據測量和美國海軍拍攝的空中照片繪入地圖，現時由南極條約體系管理。